# Pauline de Meulan

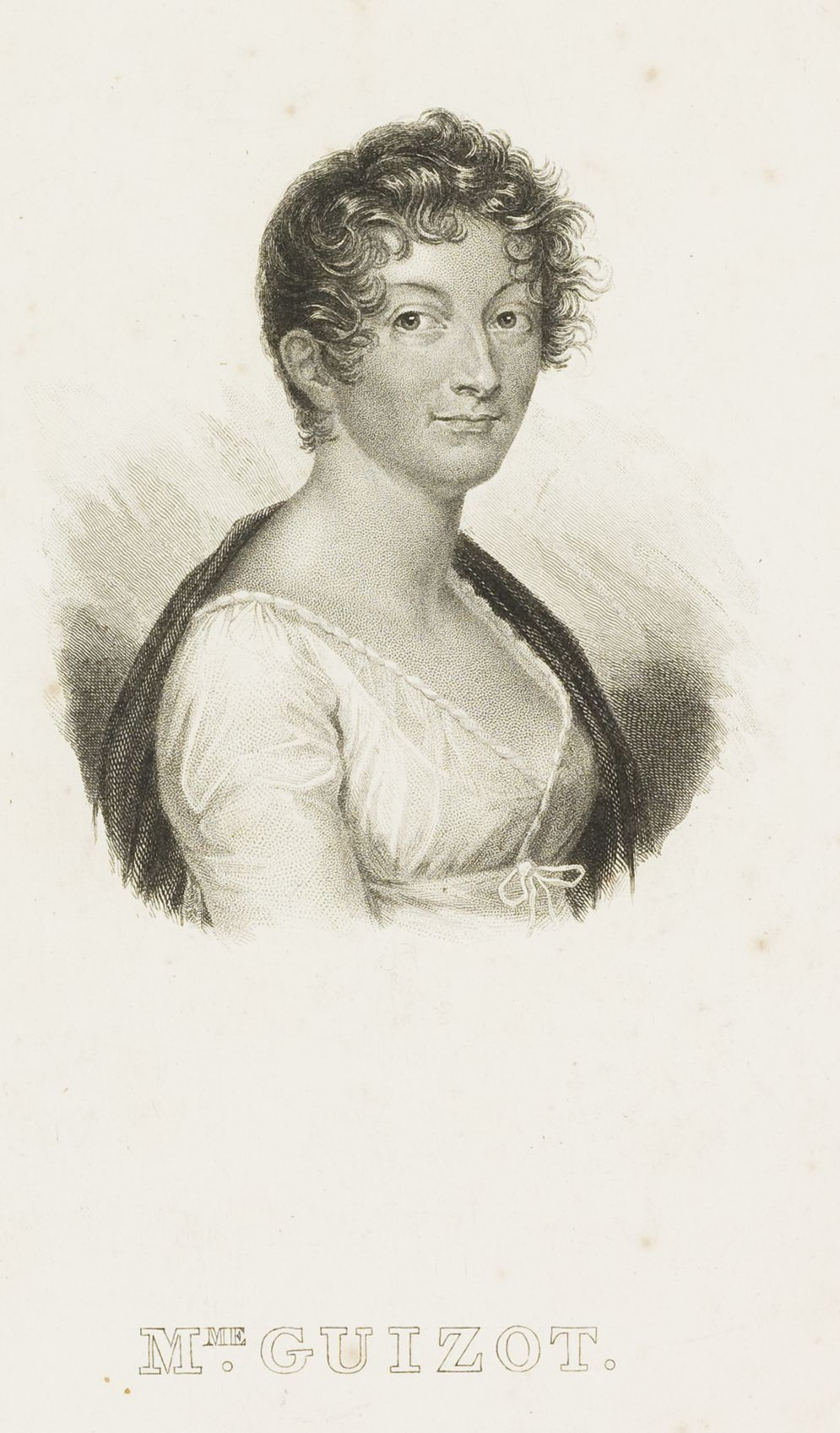
Pauline de Meulan (Mme. Guizot)

Elisabeth Charlotte Pauline Guizot, född de Meulan den 2 november 1773 i Paris, död den 1 augusti 1827, var en fransk författare. Hon var François Guizots hustru i första giftet. 
Pauline de Meulan debuterade som författare med romanen Les contradictions (1799), varefter följde den i engelskt maner skrivna La chapelle d'Ayton (1800). I tidningen Le publiciste skrev hon en mängd uppmärksammade artiklar över de mest olika ämnen. År 1812 trädde hon i äktenskap med Guizot. Hon författade flera mycket lästa ungdomsskrifter, som Les enfants (1812), L'écolier (1821), Nouveaux contes (1823) och Éducation domestique (1826), samt biträdde även sin man vid hans litterära arbeten. Efter hennes död utgavs Une famille (1828) och Conseils de morale (samma år; med biografisk inledning av Charles de Rémusat). Tre av hennes "Berättelser tillegnade ungdomen" översattes till svenska 1849.